# ان‌جی‌سی ۵۲۹۱
ان‌جی‌سی ۵۲۹۱ (انگلیسی: NGC 5291) نام یک کهکشان در صورت فلکی قنطورس است.